# Helen Frances James
Helen Frances James (Hot Springs, Arkansas, 22 de mayo de 1956) es una paleontóloga y paleornitóloga estadounidense que ha publicado extensamente sobre las aves fósiles de las islas hawaianas. Es curadora a cargo de aves en el Departamento de Zoología de Vertebrados del Museo Nacional de Historia Natural en Washington D. C..

## Trayectoria
Helen F. James hija de dos ecologistas se crio en una granja en la base de la montaña Kessler, cerca de Fayetteville, en la Meseta de Ozarks arkansesa. A los ocho años, su familia se mudó a una casa hecha a la medida en el bosque, donde desarrolló un interés por la historia natural y la arqueología. Sus padres fomentaron el aprecio por la naturaleza en ella y sus hermanas, llevándolas de viaje alrededor de Ozark, al suroeste de Estados Unidos y hasta México. Encontró algunos artefactos nativoamericanos en estas excursiones, lo que la llevó a unirse a la Asociación Arqueológica del Noroeste de Arkansas a los doce años.A los 14 años, su padre aceptó una beca Fulbright de un año y la familia se mudó a Cape Coast, Ghana.Al regresar de Ghana, a los 16 años, Helen F. James acudió a la Universidad de Arkansas.Uno de sus mentores fue el climatólogo Michael P. Hoffman. Se graduó en 1977, habiendo estudiado arqueología y antropología biológica.Durante sus estudios, fue voluntaria de verano en el Departamento de Paleobiología del Museo Nacional de Historia Natural en Washington.Trabajó en la anatomía y sistemática de colibríes con el prolífico ornitólogo Richard L. Zusi y también investigó esqueletos nativoamericanos en la sección de Antropología Física del museo.Tras su graduación, continuó investigando colibríes con Zusi. 
Cuando se acabó su subvención, aceptó un puesto de asistente de Storrs Olson para identificar aves fósiles de las islas hawaianas. El estudio de las aves fósiles de Hawái, de las cuales había una gran cantidad de especies no descritas, se convirtió en un programa de investigación en colaboración a largo plazo para James y Olson.  A partir del registro fósil, identificaron unas 60 especies de aves de hawaianas que se habían extinguido. A través de esta investigación sobre aves fósiles del Holoceno, James demostró que se habían producido extinciones masivas de aves tras ambas colonizaciones humanas de las islas hawaianas.
En el año 2000 obtuvo un doctorado en zoología de la Universidad de Oxford,con una disertación sobre osteología y filogenia comparativas de los pinzones hawaianos (Drepanidini). Además ha realizado investigaciones sobre los vertebrados fósiles y la paleoecología de Madagascar, la osteología comparativa y filogenética de las aves paseriformes y la evolución de las aves acuáticas en islas.
Helen Frances James además fue miembro fundadora del Consejo Ejecutivo de la Sociedad de Paleontología y Evolución Aviana (Society of Avian Paleontology and Evolution)y es miembro del Consejo del Instituto Americano de Ciencias Biológicas miembro representante de la Sociedad Ornitológica Estadounidense.